# 비야디 B 시리즈
비야디 B 시리즈(영어: BYD B series)는 중국의 자동차 제조업체인 비야디 자동차에서 2020년부터 생산 중인 배터리식 전기버스이다. 또한 비야디 자동차의 리튬 철 인산 블레이드 전기 배터리로 구동되는 최초의 버스 모델이기도 한다. 10m 싱글 데크(B10), 11m 더블 데크 버스(BD11), 12m 싱글 데크(B12), 12m 3축 더블 데크(B12D), 15m 3축 싱글 데크(B15) 및 18m 굴절버스(B18)로 구성되어 있다.